# Catedral del Sagrado Corazón (Bloemfontein)
La Catedral del Sagrado Corazón (en inglés: Sacred Heart Cathedral) es el nombre que recibe un edificio religioso que está afiliado a la Iglesia católica y está localizado en la calle 1 Green de la ciudad de Bloemfontein en la provincia del Estado Libre, en Sudáfrica.
Sirve como la iglesia principal y sede de la Archidiócesis católica de Bloemfontein (Archidioecesis Bloemfonteinensis o Roman Catholic Archdiocese of Bloemfontein) que fue creada en 1951 con la bula  Suprema Nobis  del papa Pío XII y que depende de la provincia eclesiástica del mismo nombre. Su arzobispo metropolitano desde 2005 es Jabulani Adatus Nxumalo.